# Wasenplatz
Ein Wasenplatz (von Wasen: feuchter Rasen) ist ein Ort zur Entsorgung von Tierkadavern, wenn die ordentliche Tierkörperbeseitigung überfordert ist.
Tierkörper oder Teile von ihnen, die nicht verwertet werden,  werden in Tierkörperbeseitigungsanstalten entsorgt. Bei Katastrophen, wie einem Tierseuchenausbruch, können Tierkörperbeseitigungsanstalten überlastet sein. In solchen Fällen ist es zur Seuchenprävention erforderlich, die Tierkadaver zu vergraben. Hierzu dienen Wasenplätze, die von den zuständigen Behörden vorgehalten werden. Wasenplätze sind damit die modernen Nachfolger der früheren, dorfnahen Schindäcker (auch Schindanger), auf denen Abdecker wirkten.
Zum Aufspüren eines fachlich geeigneten Wasenplatzes bedient man sich heute vorteilhaft der Weißflächenkartierung.
Das Landesamt für Umwelt, Naturschutz und Geologie Mecklenburg-Vorpommern (LUNG MV) hat im Jahre 2004 folgende Empfehlungen zur Auswahl geeigneter Weißflächen sowie zum Betrieb getroffen. Die Einhaltung der Empfehlungen soll gewährleisten, dass die schädlichen Auswirkungen eines Wasenplatzes vor allem auf Boden und Grundwasser minimiert bleiben.

## Kriterien zur Standortauswahl (Weißflächen)

### Boden
- Gut durchlüftetes rolliges Bodensubstrat
- Idealfall: nach DIN 4022 fS – mS
- tolerierbar: fS – gS, u, (h); tonfrei im Sinne der DIN 4022

Dadurch wird die gewünschte Verwesung gefördert. Bei bindigen Böden und damit auftretender Staunässe ist die Sauerstoffnachlieferung stark behindert und es kommt zu Fäulnis bzw. Wachsbildung an der Oberfläche der Kadaver, die einen Abbau der organischen Substanz verhindern. Damit würden die deponierten Kadaver über einen wesentlich längeren Zeitraum abgebaut. Grobkörnige Substrate sind abzulehnen, da sie als Substrat zu große Poren besitzen, durch die gasförmige Verwesungsprodukte austreten können und Vorgänge der Mumifizierung erreicht werden. Die Standorte können z. B. nach MMK oder GK25 vorgeprüft werden.

### Grundwasserstand
- Idealfall: mehr als 5 m unter GOK
- tolerierbar: Grubensohle mindestens 1 m Abstand zum höchsten zu erwartenden Grundwasserstand bzw. 2,50 m zum aktuell nachgewiesenen Grundwasserstand.

Standorte mit geringen Grundwasserständen, aber gut durchlüftetem rolligem Bodensubstrat können im Einzelfall durch Aufhöhung des Geländes angepasst werden.  

### Abstand zu Vorflutern
Da bei der Verwesung das organische Material mineralisiert wird, kommt es zu hohen Freisetzungen von stickstoff- und phosphathaltigen Abbauprodukten, die mit dem Sickerwasser verlagert werden und das Grundwasser sowie Vorfluter beeinflussen.
- Abstand zum nächsten im Abstrom gelegenen Gewässer: > 300 m
- Mindestabstand von Drainflächen: 150 m
- Abstand zur nächsten im Abstrom gelegenen Wasserentnahmestelle: > 500 m.

Da es bei der Nutzung von Wasenplätzen zumindest vorübergehend zu schädlichen Bodenveränderungen und Grundwasserbeeinflussungen kommt, muss von vornherein eine Beeinflussung der Umgebung ausgeschlossen werden. In Abhängigkeit vom Geschütztheitsgrad des genutzten Grundwasserleiters ist daher zwischen 500 und 2000 m im Anstrombereich von Wasserentnahmestellen die Anlage eines Wasenplatzes nicht statthaft.

### Schutzzonen
- Verbot in Trinkwasserschutzzonen I, II, IIIa, in Heilquellenschutzzonen, in Vorranggebieten und Vorsorgeräumen, die der Trinkwassersicherung dienen,
- in Überschwemmungsgebieten,
- Naturschutzgebieten sowie in
- Kernzonen von Biosphärenreservaten.

Zum Schutze des Grundwassers ist in den Bereichen eine Anlage von Wasenplätzen nicht zulässig. In den anderen Schutzzonen besteht die Hauptnutzung im Naturschutz, der durch Wasenplätze negativ beeinflusst würde.

## Betrieb und Überwachung
Vor Aufnahme und im Betrieb des Wasenplatzes sollen zur Überwachung der Umweltauswirkungen folgende Untersuchungen vorgenommen und Betriebshinweise befolgt werden:

### Grundwasserüberwachung
Bei einem geringen bis sehr geringen Geschütztheitsgrad des obersten Grundwasserleiters sind im Abstrom des Wasenplatzes Entnahmestellen zur chemischen und eventuell bakteriologischen Überwachung des Grundwassers über zehn Jahre nach Einlagerung erforderlich. Die Anzahl und Lage der Messstellen ist auf der Grundlage einer geologisch-hydrogeologischen Standortkennzeichnung im Einzelfall festzulegen. Für Wasenplätze mit einer Gesamtbelegungsmenge von mehr als 250 GVE ist in jedem Fall eine Abstromüberwachung notwendig. Vor Beginn der Vergrabung ist eine Nullbeprobung und -analyse durchzuführen. Die Überwachung hat in den ersten fünf Jahren nach Einlagerung zweimal im Jahr (Frühjahr und Herbst), anschließend einmal im Jahr zu erfolgen.

### Analytik Boden
Pro Standort sind ca. drei Rammkernsondierungen (RKS) bis 5 m Tiefe und deren Schichtaufnahme zu planen. Es sind horizontbezogene Bodenproben zu analysieren. Erfahrungsgemäß sind pro RKS ca. fünf Proben zu erwarten. Um die unter 1.1 genannten Erfordernisse zu bewerten, wird folgende Analytik empfohlen:
- aktueller pH-Wert des Bodens (mit deionisiertem Wasser),
- Körnungsanalyse (Trockensiebung bzw. Schlämmanalyse nach KÖHN) mit Ausweisung des Kf-Wertes (z. B. nach BEYER),
- Lagerungsdichte (beinhaltet Wassergehalt und Glührückstand), Substanz- und Porenvolumen nach DIN 19683,
- CaCO3-Gehalt nach SCHEIBLER.

Auf die Eluatanalytik kann verzichtet werden.
Die hier aufgeführten Parameter stellen die für die Eignungsprüfung eines Geländes zur Vergrabung von Kadavern notwendige Grundanalytik dar. Sie muss vor der Ausweisung getätigt werden und ist Bestandteil der Dokumentation, dass der Wasenplatz die notwendigen Grundsätze der Vergrabung erfüllt.
Der pH-Wert und der CaCO3-Gehalt dienen auch als Entscheidungsgrundlage für die erforderliche Kalkzugabe bei späterer Nutzung des Standortes.
Die Bodenproben sind aufzubewahren. Dazu sind ca. 500 g je Probe getrocknet zurückzustellen. 
Eine Analytik im Sinne der Beweissicherung eines Schutzgutziels (z. B. Gefährdung von Grundwasser) ist hiermit nicht erfolgt. Dies kann – wie bei großen Deponien auch – nur durch Analytik der betroffenen Wässer (i.a. Grundwasser, ggf. Vorfluter) erreicht werden.

### Analytik Wasser
Kadaverdeponien beeinflussen mit Sicherheit zumindest zeitweise das unabgedeckte und teils auch oberflächennahe Grundwasser. Soll daher das Grundwasser als Schutzgut bewertet werden oder sind die unter 1.1 genannten Vorgaben in wesentlichen Punkten nicht erfüllt, muss entsprechend den hydrogeologischen Gegebenheiten das Grundwasser im Abstrombereich des Wasenplatzes analysiert werden.
Wichtige Parametergruppen als Indikator für die Beeinflussung des Wassers sind:
a) Feldmessgrößen: pH-Wert, Leitfähigkeit, Sauerstoffgehalt, Redoxpotential
b) Nährstoffe: Ammoniumgehalt, Nitritgehalt, Nitratgehalt, Phosphatgehalt
c) Organische Belastungsanzeiger: KMnO4-Index, DOC
Die Parametergruppen a) – c) sind als Grundprogramm zu sehen. Weitere Parameter wie Spurenmetalle (As, Cd, Cr, Cu, Pb, Ni, Zn) und hygienisch-bakteriologische Parameter (z. B.  Escherichia coli, coliforme Keime) sollten bei konkretem Verdacht zusätzlich analysiert werden.

### Abdeckung
Mindestabdeckung 1,5 m rolliges Material
Hiermit wird die Umgebung vor schädlichen gasförmigen Abbauprodukten geschützt, und es kann zu einer Nachnutzung durch Aufforstung kommen. Die Abdeckung muss mit rolligem Material erfolgen, um den oxidativen Abbau zu fördern. Der Zugang von Wildtieren wird damit weitestgehend ausgeschlossen.                                                              

### Beschickung
Konzentration der einzulagernden Kadaver
- max. Beschickungshöhe 1 m
- max. Verkippungsbreite 3 m
- max. Länge des Einbaubereiches: unbegrenzt

Mehrere definierte Einbaubereiche können parallel zueinander liegen. Ein Mindestabstand von 1 m zwischen den Bereichen ist dabei einzuhalten.
Nach dem Einbau wird durch die hohe Konzentration der organischen Substanz in den Gruben zuerst Fäulnis einsetzen, da aus den Poren nicht genügend Sauerstoff nachdiffundieren kann. Somit entsteht ein reduzierendes Mikromilieu, das umso stabiler ist, je mächtiger die organische Substanz als Schicht vorliegt. Erst nach einiger Zeit (vermutlich nach mehreren Jahren) erfolgt ein allmählicher Milieuumschlag zu den gewünschten Verwesungsprozessen, die die Kadaver allmählich mineralisieren. Um die gewünschte Verwesung schnellstmöglich und vollständig zu erreichen, darf die Kadaverschicht nicht zu dick werden. Die zwischen benachbarten Gräben liegenden ungestörten Bereiche von mindestens 1 m unterstützen die Diffusion von Sauerstoff auch über die Seiten und den Sohlbereich.
Zur Aufnahme der flüssigen Substrate während der Fäulnis empfiehlt es sich, eine ca. 30 cm mächtige organische Schicht im Sohlbereich einzubringen. Vorzugsweise sollten hierfür feine Hackschnitzel oder Sägespäne verwendet werden. Torf kann sich aufgrund seines pH-Wertes, der zwischen 3 und 7 liegen kann, ungünstig auf die Verwesung bzw. Schadstoffverlagerung auswirken. Vor Verwendung als Sohlenmaterial sollte der pH-Wert des Torfes daher untersucht werden; saure Torfe dürfen nicht verwendet werden.
Das Aufbringen von Kalk stabilisiert den pH-Wert im alkalischen Milieu und verhindert dadurch den Austrag von Schwermetallen bei Säurebildung während der Verwesung (Immobilisierung von Schadstoffen), daher sollte Kalk mit eingearbeitet werden. Da die oberen Bodenbereiche in der Regel natürlich entkalkt sind, ist dies als Präventivmaßnahme zu sehen, um das Milieu zu stabilisieren. Die zu bevorzugenden Standorte in sandigen Bereichen von Grund- und Endmoränen enthalten zudem in der Regel wenig Carbonat.
Der Einsatz von keimtötendem Branntkalk sollte von den zuständigen Veterinärämtern festgelegt werden, wenn die Kadaver Seuchenträger sind. Falls eine Vergrabung auf Grund einer technischen Katastrophe (z. B. Großbrand) notwendig wird, sollte darauf verzichtet werden, da Branntkalk die Verwesung behindert.